# Skateboard

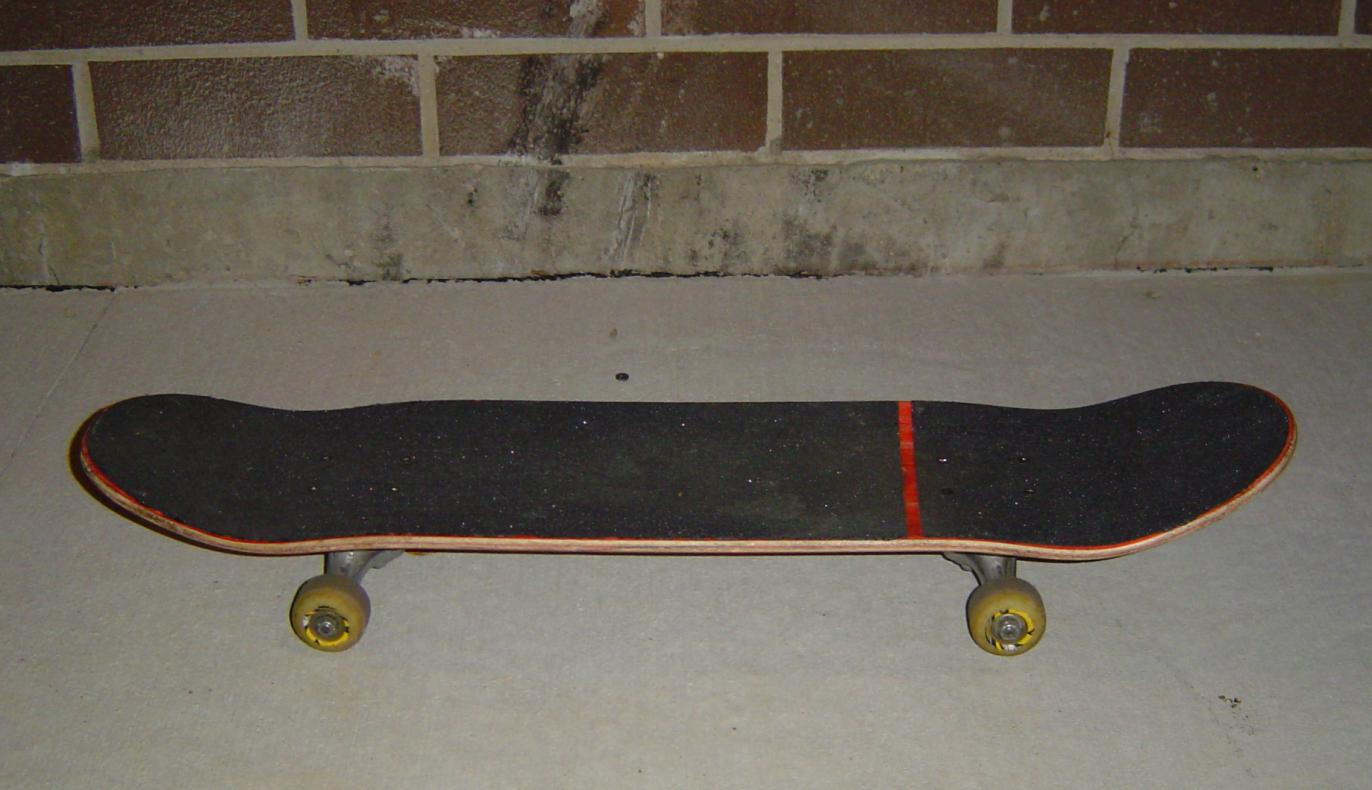
Standaard skateboard

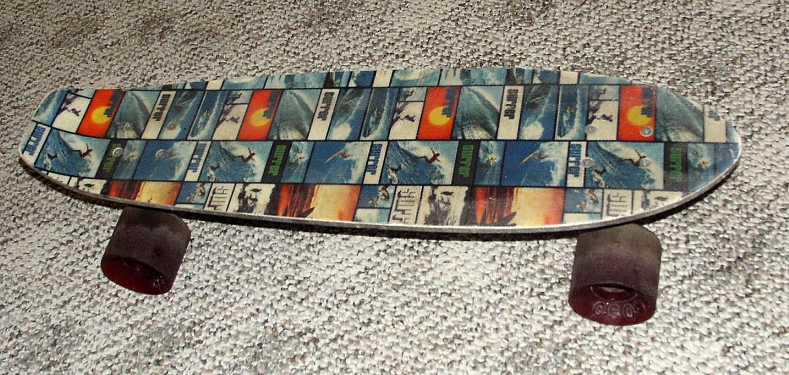
Jaren 70-skateboard

Een skateboard, ook wel wiebelbord of waggelplank genoemd, is een kleine plank op twee flexibel bevestigde asjes die wordt gebruikt om de sport skateboarden te beoefenen. 
Het skateboard is opgebouwd uit:
- Het board (ook 'deck' genoemd): dit kan verschillende lagen hout bevatten (meestal 7-8, maar ook af en toe 4). Vrijwel alle decks hebben verschillende diktes ook al zitten er evenveel lagen, dat is gedaan om het deck lichter of steviger te maken. Met meer lagen of dikkere lagen is het deck steviger maar ook zwaarder. Met minder lagen of dunnere lagen is het deck lichter maar dus ook minder stevig. De meeste decks zoals we die nu kennen worden gemaakt van esdoornhout (maple), simpelweg omdat het sterk, licht en flexibel is.

Het formaat ligt tussen de 60 – 100 cm lang en de 15 – 35 cm breed. Doorgaans zijn skateboards van gelaagd hout, zeldzame uitzonderingen bevatten aluminium, kevlar of glasvezel. De bovenste laag is bedekt met griptape, dit zorgt ervoor dat je niet van je board af glijdt.
- De trucks bestaan uit:
- De assen - deze zorgen ervoor dat er een verbinding is tussen de wielen en het board. Hiermee kan men ook grinden. In de 80's en 90's kwamen ook de zogenaamde 'grinders' voor: plastic verdikkingen van de assen als bescherming tegen het grinden. Tegenwoordig worden deze nauwelijks nog gebruikt. Slijtage toont namelijk de mate van gebruik.
- De baseplate /wiebelbord - dit is de verbinding tussen de as en het board
- De kingpin en bushings - dit is een (meestal verticale) pen die met harde of zachte rubbers de besturing regelt. Harde rubbers voor veel stabiliteit en weinig wendbaarheid (freestyle, downhill) of zachte voor minder stabiliteit en veel wendbaarheid (street, slalom).
- De (shock-)pads (meestal "risers" genoemd) (schokdempers): dit zijn hardrubberen plaatjes van ongeveer 5 mm dik die tussen het board en de baseplate worden gemonteerd. Zoals de naam het zegt vangt het de schok lichtjes op als je van een grote hoogte naar beneden komt. Schuine pads worden gebruikt om de buiging van het board te compenseren bij de slalom. De meeste moderne skateboards zoals iedereen ze kent hebben ze niet meer, ze zijn echter wel los verkrijgbaar.
- De lagers (roulementen, bearings): deze moeten in de wielen geplaatst worden en zo kan het board een enorme snelheid krijgen. Verschillende smeermiddelen kunnen gebruikt worden, modernere
- De wielen: deze zijn dus bedoeld om op te rijden en hebben ook een hardheid in durometer uitgedrukt. Normaal gezien ligt de hardheid rond de 95 - 97 voor freestyle / bowl / street en 73 - 86 voor cruising, downhill en slalom. De wielen zijn gemaakt van polyurethaan. De doorsnede ervan is normaal tussen 50 en 58 mm, maar groter (tot wel 80 mm) en kleiner komen ook voor, evenals hardere wielen, tot wel 100 voor meer snelheid op vlakke oppervlaktes.

## Elektrische skateboards

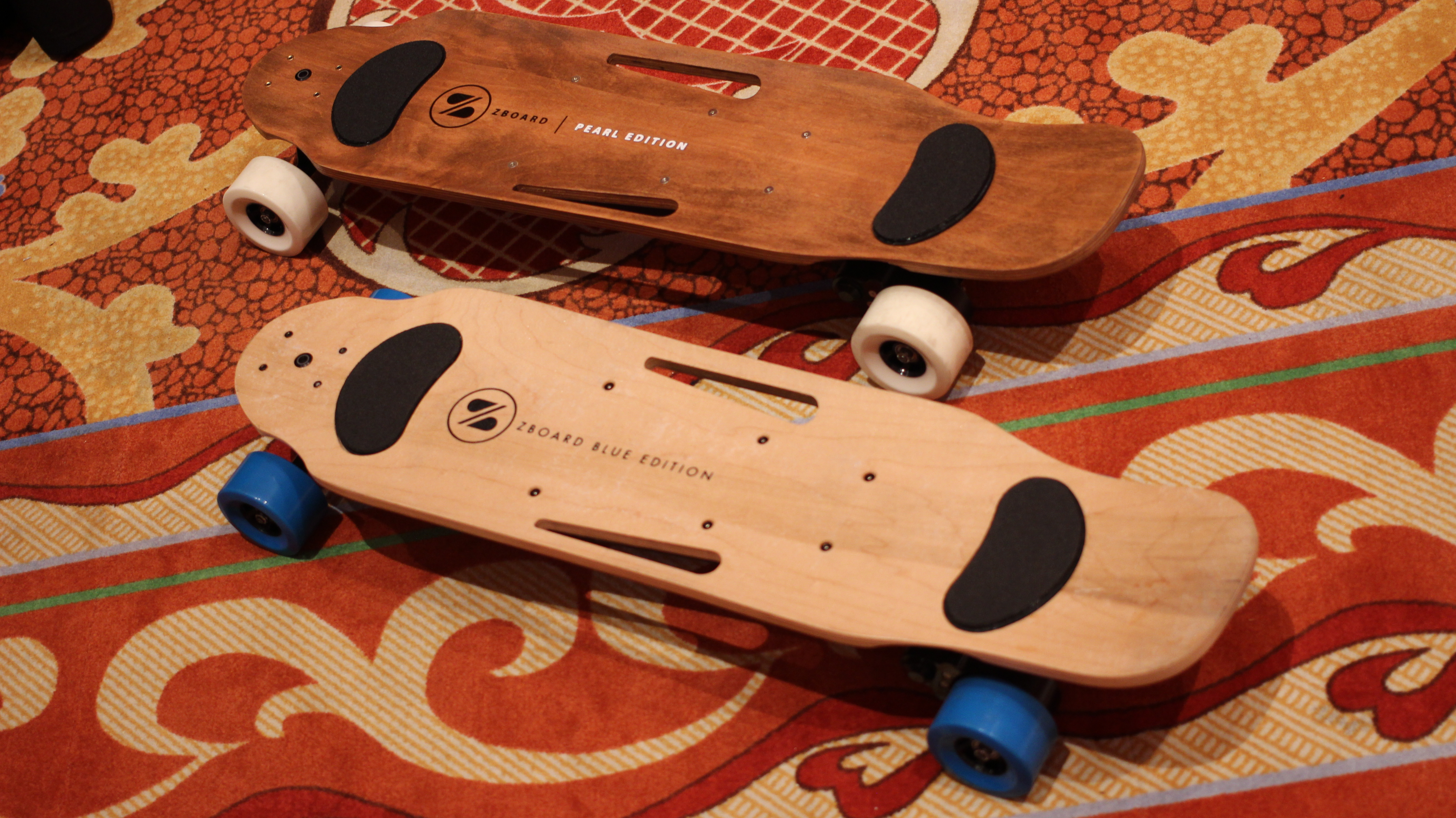
Elektrische skateboards

Elektrische skateboards worden aangedreven door een elektromotor en zijn voorzien van een batterij. Voorbeelden zijn de LongRunner en de Zboard. Ze hebben een topsnelheid van circa 30 km/uur. Ze zijn niet zo handig om tricks mee uit te voeren.